# Spoorlijn Belfast - Newry
De Spoorlijn Belfast - Newry is de railverbinding tussen de Noord-Ierse hoofdstad Belfast en de Noord-Ierse grensstad Newry aan de grens met de Republiek Ierland.
De lijn Belfast - Newry is bekend als de Portadown-lijn bij NI Railways. Ze vertrekt tegenwoordig vanuit het Belfast Central, bij aanleg was de terminus het oude Belfast Great Victoria Street. De lijn wordt beheerd vanuit het treinstation van Portadown, hoewel de lijn zich uitstrekt tot aan de grens met de haltes Scarva, Poyntzpass en Newry. Newry is tegenwoordig de laatste halte vóór de grens met de Republiek Ierland. De lijn volgt de route van de noordelijke helft van de belangrijkste lijn Dublin - Belfast, met uitzondering van een bijkomende stopplaats in Belfast Great Victoria Street. 
Het gemeenschappelijk traject van de spoorlijn naar Dublin en Newry heeft als bijkomend voordeel dat in de laatste jaren van de 20e eeuw het volledige traject aangepast werd aan een maximumsnelheid van 145 km/h met voegloos spoor en betonnen dwarsliggers.
Northern Ireland Railways heeft een intensieve lokale dienst op deze lijn tussen Belfast en Lisburn, met een beperkter aantal ritten die van en naar Portadown rijden. Lokale diensten worden uitgevoerd met C3K-treinen, gebouwd door CAF, Spanje. Een minder intensieve lokale dienst werkt vanuit het eindstation van Newry, met slechts vier verbindingen per dag. Een enkele dienst van Iarnród Éireann rijdt ook op doordeweekse ochtenden tussen dit station in Newry en Dublin Connolly langs de lijn Belfast - Dublin, waarbij ook alle tussenliggende stations worden bediend.
Het station Newry wordt wel bijkomend ook bediend door de sneltrein Enterprise tussen Belfast Central en Dublin Connolly. Deze treinen bedienen in Noord-Ierland de stations van Newry en Portadown met intervallen van twee uur gedurende de dag. De Enterprise bedient ook Lurgan en Lisburn op zondagen. Deze service wordt uitgevoerd in samenwerking met Iarnród Éireann.